# Bipes biporus
L'ajolote (Bipes biporus (Cope, 1894)) è un rettile appartenente al sottordine delle anfisbene.

## Descrizione
L'ajolote ha una testa smussata, una coda corta, due occhi minuscoli e un corpo (lungo 18-24 cm) cilindrico, caratteristiche tipiche delle anfisbene. È dotato di due zampe piccole ma potenti e munite di artigli, che usa per scavare nella terra. L'ajolote esce raramente dalla tana, solo dopo che ha piovuto molto.

## Biologia
L'ajolote si nutre di lucertole e piccoli animali che vivono sottoterra. La riproduzione è di tipo oviparo.

## Distribuzione e habitat
L'ajolote si trova in Messico, nei deserti.